# 9e corps d'armée (Allemagne)
Pour les articles homonymes, voir 9e corps d'armée.
Le 9e corps d'armée (en allemand : Generalkommando IX. Armeekorps) était un corps d'armée de l'armée de terre allemande, la Heer. Il participa à toute la Seconde Guerre mondiale.

## Historique
Le 9e corps d'armée est formé secrètement le 1er octobre 1934 sous le nom de camouflage de Heeresdienststelle Kassel, c'est aussi le nouveau Wehrkreis IX.

Le corps d'armée est mobilisé le 26 août 1939.

## Organisation

### Commandants successifs
| Date                               | Grade                  | Commandant         |
| ---------------------------------- | ---------------------- | ------------------ |
| 1er octobre 1934 - 25 août 1939    | General der Artillerie | Friedrich Dollmann |
| 25 août 1939 - 31 décembre 1941    | General der Infanterie | Hermann Geyer      |
| 31 décembre 1941 - 15 octobre 1943 | General der Infanterie | Hans Schmidt       |
| 15 octobre 1943 - 5 décembre 1943  | General der Infanterie | Heinrich Clößner   |
| 5 décembre 1943 - 20 avril 1945    | General der Artillerie | Rolf Wuthmann      |
| 20 avril 1945 - 8 mai 1945         | Generalleutnant        | Dr Hermann Hohn    |

### Chef des Generalstabes
| Date                               | Grade               | Commandant                |
| ---------------------------------- | ------------------- | ------------------------- |
| 1er juin 1936 - 12 octobre 1937    | Oberst i.G.         | Bodewin Keitel            |
| 12 octobre 1937 - 1er octobre 1939 | Generalmajor        | Carl Hilpert              |
| 1er octobre 1939 - Janvier 1941    | Oberst i.G.         | Maximilian Grimmeiß       |
| Janvier 1941 - 22 décembre 1941    | Oberstleutnant i.G. | Hans-Ottfried von Linstow |
| 22 décembre 1941 - 17 août 1943    | Oberst i.G.         | Paul Reichelt             |
| 17 août 1943 - Octobre 1943        | Oberst i.G.         | Herbert Koestlin          |
| Octobre 1943 - Avril 1945          | Oberst i.G.         | Robert Praefke            |
| Avril 1945 - Mai 1945              | Oberstleutnant i.G. | Hugo Binder               |

### 1. Generalstabsoffizier (Ia)
| Date                             | Grade               | Commandant                              |
| -------------------------------- | ------------------- | --------------------------------------- |
| 1er octobre 1934 - 1er juin 1936 | Oberst i.G.         | Bodewin Keitel                          |
| 1er mars 1937 - 31 juillet 1938  | Oberstleutnant i.G. | Hubert Lanz                             |
| 1er août 1938 - 15 octobre 1939  | Oberst i.G.         | Viktor Koch                             |
| 15 octobre 1939 - 5. juin 1940   | Oberst i.G.         | Dr. Hans Speidel                        |
| 5 juin 1940 - Mars 1941          | Oberstleutnant i.G. | Hans Ehlert                             |
| Mars 1941 - Avril 1942           | Major i.G.          | Wilfried Ritter und Edler von Rosenthal |
| Avril 1942 - Novembre 1942       | Major i.G.          | H. Freiherr Schenk zu Schweinsberg      |
| Novembre 1942 - Novembre 1943    | Major i.G.          | Werner Kuhn                             |
| Novembre 1943 - Avril 1944       | Major i.G.          | Axel Ribbentropp                        |
| Avril 1944 - Décembre 1944       | Major i.G.          | Oskar Schumm                            |
| 10 décembre 1944 - Mai 1945      | Major i.G.          | Rudolf Hagemann                         |

## Théâtres d'opérations
- Allemagne : Septembre 1939 – Mai 1940
- France : Mai 1940 – Juin 1941
- Front de l'Est, secteur Centre : Juin 1941 – Décembre 1944
- Prusse orientale et Nord de l’Allemagne : Janvier 1945 – Mai 1945

## Ordre de batailles

### Rattachement d'Armées
| Date      | Armée                       | Groupe d'armées        |
| --------- | --------------------------- | ---------------------- |
| 1939      |                             |                        |
| Septembre | 1re armée                   | Groupe d'armées C      |
| 1940      |                             |                        |
| Janvier   | 1re armée                   | Groupe d'armées C      |
| Mai       | 6e armée                    | Groupe d'armées B      |
| Juin      | 2. Armee                    | Groupe d'armées A      |
| Juillet   | 6e armée                    | Groupe d'armées A      |
| Août      | 6e armée                    | Groupe d'armées B      |
| Septembre | 12. Armee                   | Groupe d'armées B      |
| 1941      |                             |                        |
| Janvier   | 17. Armee                   | Groupe d'armées B      |
| Mai       | 4. Armee                    | Groupe d'armées B      |
| Juin      | 4. Armee                    | Groupe d'armées Centre |
| Août      | Panzergruppe 2              | Groupe d'armées Centre |
| Septembre | 4e armée                    | Groupe d'armées Centre |
| Novembre  | Panzergruppe 4              | Groupe d'armées Centre |
| 1942      |                             |                        |
| Janvier   | 4. Panzerarmee              | Groupe d'armées Centre |
| Mai       | 3. Panzerarmee              | Groupe d'armées Centre |
| 1943      |                             |                        |
| Janvier   | 3. Panzerarmee              | Groupe d'armées Centre |
| Février   | 4. Armee                    | Groupe d'armées Centre |
| Novembre  | 3. Panzerarmee              | Groupe d'armées Centre |
| 1944      |                             |                        |
| Janvier   | 3. Panzerarmee              | Groupe d'armées Centre |
| 1945      |                             |                        |
| Janvier   | 3. Panzerarmee              | Groupe d'armées Centre |
| Février   | Détachement d'armée Samland | Groupe d'armées Nord   |
| Avril     | Armée Prusse orientale      | -                      |

### Unités subordonnées
1er mars 1939
- 9e division d’infanterie
- 15e division d'infanterie

1er septembre 1939
- 15e division d'infanterie
- 205e division d’infanterie

15 avril 1940
- 216e division d’infanterie
- 30e division d'infanterie
- 56e division d'infanterie

16 juin 1940
- 15e division d'infanterie
- 205e division d'infanterie

14 mars 1941
- 14e Panzerdivision
- 299e division d'infanterie
- 296e division d'infanterie
- 262e division d'infanterie
- 255e division d'infanterie
- 56e division d'infanterie

22 juin 1941
- 137. division d'infanterie
- 263e division d’infanterie
- 292e division d’infanterie

3 septembre 1941
- 137e division d’infanterie
- 263e division d’infanterie
- 15e division d'infanterie

15 septembre 1941
- 137e division d’infanterie
- 263e division d’infanterie
- 15e division d'infanterie

2 octobre 1941
- 137e division d’infanterie
- 263e division d’infanterie
- 183e division d’infanterie
- 292e division d’infanterie

2 janvier 1942
- 87e division d’infanterie
- 20e Panzerdivision
- 78e division d’infanterie
- 252e division d’infanterie

23 mai 1942
- 35e division d’infanterie
- 252e division d’infanterie
- 78e division d’infanterie
- 87e division d’infanterie
- 7e division d’infanterie

25 juin 1942
- 35e division d’infanterie
- 252e division d’infanterie
- 78e division d’infanterie
- 7e division d’infanterie

1er août 1942
- 35e division d’infanterie
- 252e division d’infanterie
- 7e division d’infanterie

1er octobre 1942
- 35e division d’infanterie
- 252e division d’infanterie
- 7e division d’infanterie
- 258e division d’infanterie
- 292e division d’infanterie
- 98e division d’infanterie

23 décembre 1942
- 35e division d’infanterie
- 252e division d’infanterie
- 7e division d’infanterie
- 258e division d’infanterie
- 292e division d’infanterie

11 mai 1942
- 7e division d’infanterie
- 197e division d’infanterie
- 87e division d’infanterie
- 78e division d’infanterie
- 252e division d’infanterie
- 255e division d’infanterie
- 35e division d’infanterie

22 décembre 1942
- 98e division d’infanterie
- 292e division d’infanterie
- 258e division d’infanterie
- 7e division d’infanterie
- 252e division d’infanterie
- 35e division d’infanterie

7 juillet 1943
- 342e division d’infanterie
- 252e division d’infanterie
- 35e division d’infanterie

15 octobre 1943
- 20. Panzer-Division
- 2. Luftwaffen-Feld-Division
- 129e division d’infanterie

1er novembre 1943
- 20. Panzer-Division
- 2. Luftwaffen-Feld-Division
- 129e division d’infanterie
- 6. Luftwaffen-Feld-Division

17 novembre 1943
- 87e division d’infanterie
- 20. Panzer-Division
- 252e division d’infanterie
- 129e division d’infanterie
- Feldkommandantur Gorodok
- Pionier-Kommandeur 113

6 décembre 1943
- 87e division d’infanterie
- 20. Panzer-Division
- 252e division d’infanterie
- 129e division d’infanterie
- 6. Luftwaffen-Feld-Division
- Kampfgruppe v. Gottberg
- Sperrgruppe Eckhardt

26 janvier 1944
- 252e division d’infanterie
- 5. Jäger-Division
- Kampfgruppe 20. Panzer-Division

24 février 1944
- 252e division d’infanterie
- Détachement de corps D

4 mars 1944
- Kampfgruppe 131e division d’infanterie
- 252e division d’infanterie
- Détachement de corps D

3 avril 1944
- 252e division d’infanterie
- Détachement de corps D

27 avril 1944
- 201. Sicherungs-Division
- 252e division d’infanterie
- Détachement de corps D

16 mai 1944
- 252e division d’infanterie
- Détachement de corps D
- 95e division d’infanterie

3 juin 1944
- 95e division d’infanterie
- 252e division d’infanterie
- Détachement de corps D

26 décembre 1944
- Kampfgruppe 20. Panzer-Division
- Kampfgruppe 87e division d’infanterie
- Divisionskommando 252
- Sperr-Verband Generalmajor Eckhardt
- Polizei-Gruppe General von Gottberg

## Sources
- (de) Le 9e corps d'armée sur lexikon-der-wehrmacht.de